# Papyrus 93
Papyrus 93 (in de nummering volgens Gregory-Aland) of {\displaystyle {\mathfrak {P}}}93, is een oude kopie van het Nieuwe Testament in het Grieks. Het handschrift is geschreven op papyrus en bevat het Evangelie volgens Johannes 13:15-17. Op grond van het schrifttype wordt het manuscript gedateerd in de vijfde eeuw. Het handschrift wordt bewaard in het Girolamo Vitelli Papyrological Institute (PSI Inv. 108) van het Nationaal Archeologisch Museum (Florence).

## Tekst
De Griekse tekst van dit handschrift vertegenwoordigt de Alexandrijnse tekst. Het is nog niet ingedeeld in één van Alands Categorieën.